# Саартс, Кристен
Кристен Саартс (эст. Kristen Saarts; 28 октября 1994, волость Коонга, Пярнумаа) — эстонский футболист, нападающий.

## Биография
Воспитанник клуба «Калев» (Пярну). В 2011 году перешёл в «Пярну ЛМ», где в первых двух сезонах выступал только за резервный состав, в обоих сезонах становился лучшим бомбардиром «Пярну-2», а в 2012 году с 27 голами стал вторым бомбардиром второй лиги Эстонии. С 2013 года играл за основную команду «Пярну ЛМ», в том же сезоне стал вторым призёром Эсилиги Б (третий дивизион) и третьим бомбардиром турнира с 25 голами. В первой половине 2014 года со своим клубом играл в первой лиге.
Летом 2014 года перешёл в таллинскую «Левадию». Дебютный матч в чемпионате Эстонии сыграл 18 августа 2014 года против таллинского «Калева», заменив на 64-й минуте Владислава Иванова. Всего за половину сезона сыграл 4 матча за «Левадию», во всех из них выходил на замены, а его команда завоевала чемпионский титул. Также регулярно играл за «Левадию-2» в первой лиге. По итогам сезона 2014 года забил за «Пярну ЛМ» и «Левадию-2» 31 гол в первой лиге, стал лучшим бомбардиром турнира и был признан его лучшим игроком.
В 2015 году вернулся в «Пярну ЛМ», пробившийся к тому времени в высший дивизион, провёл в его составе ещё два сезона. После переформирования клуба в 2017 году продолжил выступать за «Вапрус» (Пярну), в 2017—2018 и 2021 годах играл за клуб в высшей лиге, а в 2019—2020 годах — в первой лиге. Лучший бомбардир «Вапруса» в 2017 году (8 голов) и в 2019 году (21 гол с учётом двух мячей в переходных матчах). Победитель (2020) и бронзовый призёр (2019) первой лиги Эстонии. В споре бомбардиров первой лиги был в 2019 году третьим (19 голов), в 2020 году — шестым (13 голов). По состоянию на 2020 год был капитаном «Вапруса».
В 2022 году перешёл в другой клуб из Пярну — «Тервис», выступающий в третьей лиге (пятый дивизион), стал капитаном команды.
Всего в высшей лиге Эстонии сыграл 131 матч и забил 15 голов (по состоянию на конец сезона 2021 года).
Выступал за молодёжную сборную Эстонии, сыграл 4 матча и забил один гол в январе 2015 года в рамках Кубка Содружества.

## Достижения
- Чемпион Эстонии: 2014